# Väderbrunn
Väderbrunn est une grange royale (Kungsgård (sv)) de Bergshammars socken (sv) dans le comté de Södermanland située à l'ouest de Nyköping.

## Histoire
Il s'agissait à l'origine d'un château fortifié entouré de douves. Propriété de Willem Momma en 1600, Charles XI le fait entrer dans le patrimoine de l’État. 
En 1841, une nouvelle ferme y est construite à partir du château et une école agricole y est organisée sous la direction Johan Theophil Nathhorst (sv), ferme qui officiera jusqu'en 1890.
Le bâtiment conservé de nos jours date de 1841. Les dépendance à colombages sont plus anciennes. Le reste provient des bâtiments alloués aux ouvriers et sont du début des années 1900.

## Personnalité
- Alfred Gabriel Nathorst y est né le 7 novembre 1850.